# Tinodes radonus
Tinodes radonus is een schietmot uit de familie Psychomyiidae. De soort komt voor in het Australaziatisch gebied.